# Trinity Methodist Church (Serekunda)

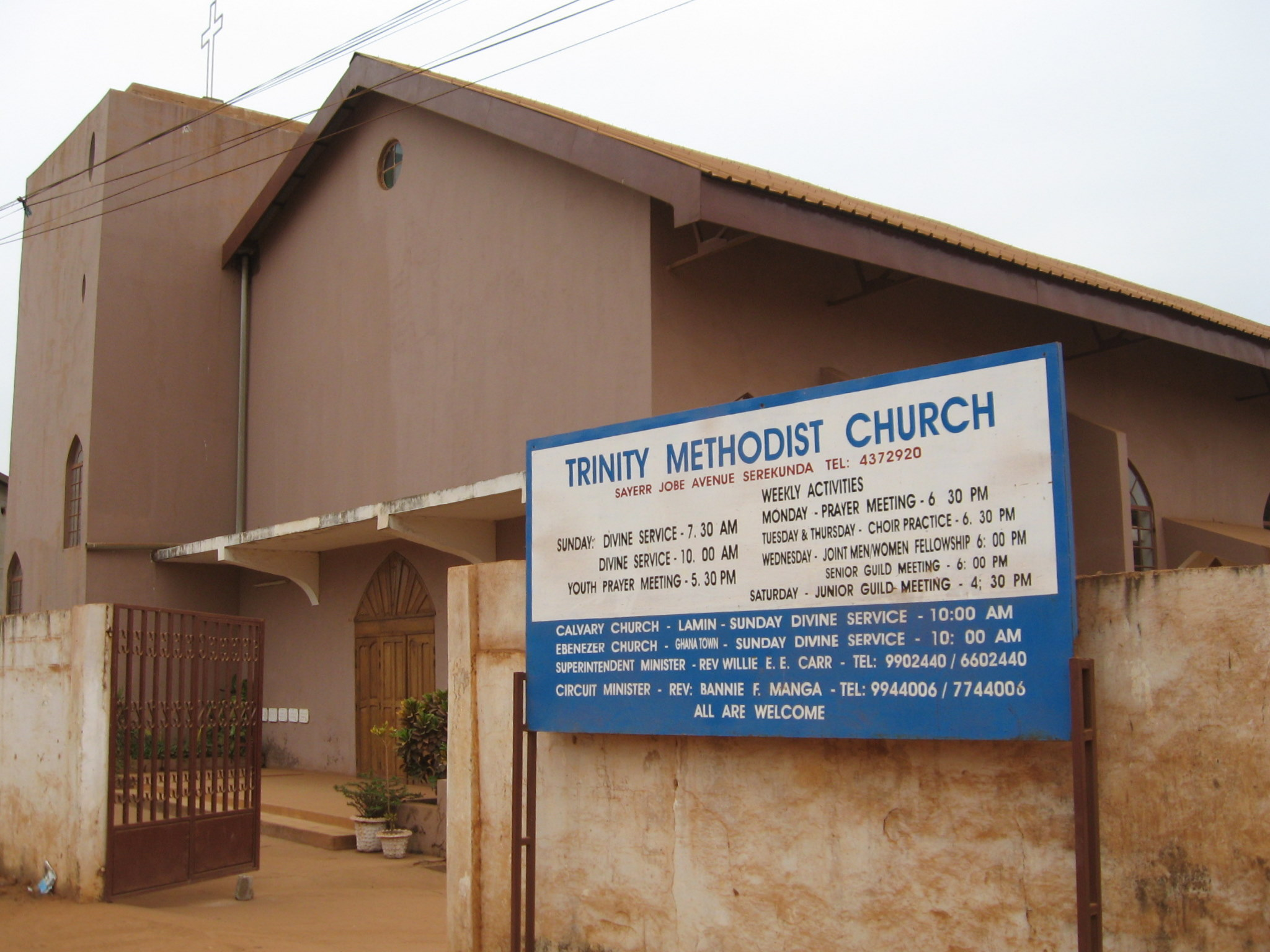
Die Trinity Methodist Church in Serekunda

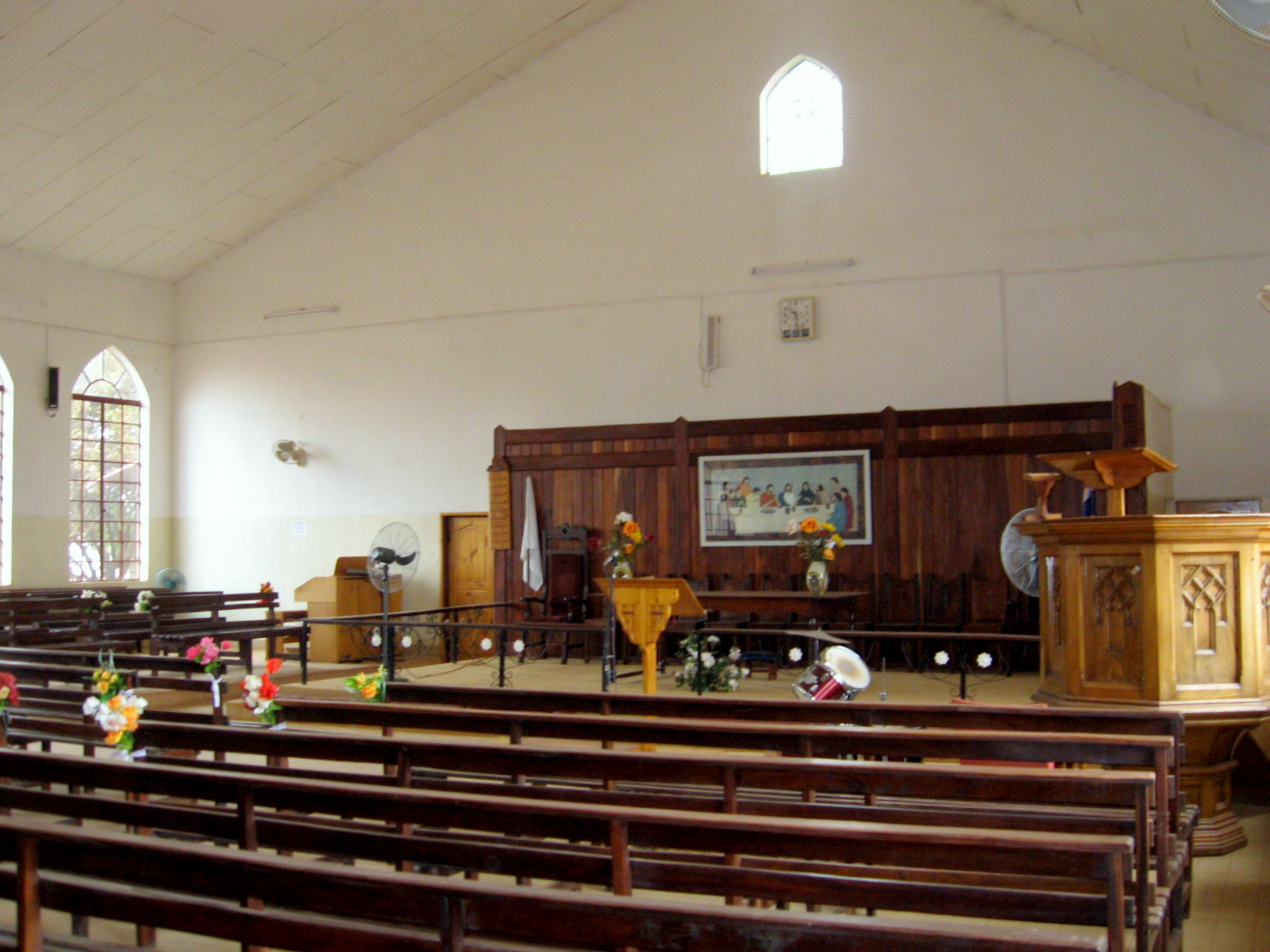
Aufnahme aus dem Innern der Kirche

Die Trinity Methodist Church in Serekunda ist eine methodistische Kirche im westafrikanischen Staat Gambia. Der Kirchenbau an der Sayerr Jobe Avenue, ist der heiligen Dreifaltigkeit geweiht.